# Wade Dubielewicz
Wade Dubielewicz (né le 30 janvier 1979 à Invermere en Colombie-Britannique au Canada) est un joueur professionnel canadien de hockey sur glace qui évoluait au poste de gardien de but.

## Carrière
Après quatre saisons passées à jouer pour l'université de Denver dans le Championnat NCAA de hockey sur glace, il a été engagé par les Islanders de New York le 26 mai 2003 sans passer par les repêchages d'entrée de la Ligue nationale de hockey.
Il ne joue que deux matchs cette première année avec les Islanders mais sa saison est marquée par ses performances dans la Ligue américaine de hockey où il joue avec le club-école des Islanders, les Sound Tigers de Bridgeport. Il joue 33 matchs et termine la saison avec une moyenne de seulement 1,8 but encaissé par match et un taux d'arrêts de 94,6 %. Il remporte, en compagnie de son coéquipier Dieter Kochan, le trophée Harry-« Hap »-Holmes et est élu meilleur joueur recrue de la saison (trophée Dudley-« Red »-Garrett).
Il joue majoritairement les saisons suivantes en LAH, faisant quelques apparitions avec les Islanders au gré des blessures ou des contre-performances des gardiens de l'équipe de LNH.
Lors de la saison 2006-2007, il remplace Mike Dunham le 15 mars puis joue les cinq derniers matchs de saison régulière de la franchise. Au cours de l'ultime match de la saison, alors que les Islanders mènent contre les Devils du New Jersey, il encaisse un but à seulement 0,7 secondes de la fin du temps réglementaire occasionnant une prolongation. Heureusement, il permet à son équipe de l'emporter en tirs de fusillade et ainsi de prendre la 8e et dernière place qualificative de l'association pour les séries éliminatoires, éliminant à l'occasion les Maple Leafs de Toronto. Il joue son premier match de séries en LNH le 11 avril 2007 contre les Sabres de Buffalo. Après une performance « moyenne », il est remplacé pour le reste de la série par Rick DiPietro (série perdue 1-4). En 2008, il signe au Ak Bars Kazan pour la première saison de la KHL. Il termine cependant cette même saison avec les Blue Jackets de Columbus.
Le 17 juillet 2009, Dubielewicz signe un contrat avec le Wild du Minnesota pour agir comme police d'assurance devant le filet.
Il prend sa retraite en 2011.

## Statistiques
| Saison     | Équipe                     | Ligue      |    | Saison régulière | Saison régulière | Saison régulière | Saison régulière | Saison régulière | Saison régulière | Saison régulière | Saison régulière | Saison régulière | Saison régulière |   | Séries éliminatoires | Séries éliminatoires | Séries éliminatoires | Séries éliminatoires | Séries éliminatoires | Séries éliminatoires | Séries éliminatoires | Séries éliminatoires | Séries éliminatoires |
| Saison     | Équipe                     | Ligue      | PJ | V                | D                | Pr/N             | Min              | BC               | Moy              | % Arr            | Bl               | Pun              | PJ               | V | D                    | Min                  | BC                   | Moy                  | % Arr                | Bl                   | Pun                  |                      |                      |
| 1999-2000  | Université de Denver       | WCHA       | 13 | 3                | 5                | 1                | 596              | 27               | 2,72             | 90,2             | 1                | 0                | -                | - | -                    | -                    | -                    | -                    | -                    | -                    | -                    |                      |                      |
| 2000-2001  | Université de Denver       | WCHA       | 29 | 12               | 9                | 3                | 1 542            | 59               | 2,30             | 92,1             | 2                | 2                | -                | - | -                    | -                    | -                    | -                    | -                    | -                    | -                    |                      |                      |
| 2001-2002  | Université de Denver       | WCHA       | 24 | 20               | 4                | 0                | 1 431            | 41               | 1,72             | 94,3             | 2                | 4                | -                | - | -                    | -                    | -                    | -                    | -                    | -                    | -                    |                      |                      |
| 2002-2003  | Université de Denver       | WCHA       | 19 | 9                | 8                | 2                | 1 060            | 43               | 2,43             | 91,2             | 3                | 2                | -                | - | -                    | -                    | -                    | -                    | -                    | -                    | -                    |                      |                      |
| 2003-2004  | Sound Tigers de Bridgeport | LAH        | 33 | 20               | 8                | 5                | 1 959            | 45               | 1,38             | 94,6             | 9                | 2                | 3                | 2 | 1                    | 181                  | 11                   | 3,64                 | 88                   | 0                    | 0                    |                      |                      |
| 2003-2004  | Islanders de New York      | LNH        | 2  | 3                | 1                | 0                | 104              | 1                | 1,73             | 94               | 0                | 0                | -                | - | -                    | -                    | -                    | -                    | -                    | -                    | -                    |                      |                      |
| 2004-2005  | Sound Tigers de Bridgeport | LAH        | 43 | 18               | 23               | 1                | 2 538            | 113              | 2,67             | 91,1             | 1                | 4                | -                | - | -                    | -                    | -                    | -                    | -                    | -                    | -                    |                      |                      |
| 2005-2006  | Sound Tigers de Bridgeport | LAH        | 46 | 20               | 21               | 2                | 2 575            | 134              | 3,12             | 91               | 3                | 0                | 7                | 3 | 4                    | 435                  | 16                   | 2,21                 | 93,3                 | 0                    | 0                    |                      |                      |
| 2005-2006  | Islanders de New York      | LNH        | 7  | 2                | 3                | 0                | 310              | 15               | 2,90             | 89,7             | 0                | 0                | -                | - | -                    | -                    | -                    | -                    | -                    | -                    | -                    |                      |                      |
| 2006-2007  | Sound Tigers de Bridgeport | LAH        | 40 | 22               | 12               | 5                | 2 405            | 108              | 2,69             | 92,3             | 2                | 0                | -                | - | -                    | -                    | -                    | -                    | -                    | -                    | -                    |                      |                      |
| 2006-2007  | Islanders de New York      | LNH        | 8  | 4                | 1                | 0                | 379              | 13               | 2,06             | 93,4             | 0                | 0                | 1                | 0 | 1                    | 59                   | 4                    | 4,06                 | 88,6                 | 0                    | 0                    |                      |                      |
| 2007-2008  | Islanders de New York      | LNH        | 20 | 9                | 9                | 1                | 1 132            | 51               | 2,70             | 91,9             | 0                | 0                | -                | - | -                    | -                    | -                    | -                    | -                    | -                    | -                    |                      |                      |
| 2007-2008  | Sound Tigers de Bridgeport | LAH        | 2  | 1                | 1                | 0                | 124              | 5                | 2,42             | 90,4             | 0                | 0                | -                | - | -                    | -                    | -                    | -                    | -                    | -                    | -                    |                      |                      |
| 2008-2009  | Ak Bars Kazan              | KHL        | 21 |                  |                  |                  | 1 236            | 58               | 2,82             |                  | 0                | 0                | -                | - | -                    | -                    | -                    | -                    | -                    | -                    | -                    |                      |                      |
| 2008-2009  | Blue Jackets de Columbus   | LNH        | 3  | 1                | 2                | 0                | 169              | 10               | 3,55             | 87               | 0                | 0                | -                | - | -                    | -                    | -                    | -                    | -                    | -                    | -                    |                      |                      |
| 2009-2010  | Aeros de Houston           | LAH        | 32 | 12               | 14               | 1                | 1 564            | 71               | 2,72             | 89,5             | 0                | 2                | -                | - | -                    | -                    | -                    | -                    | -                    | -                    | -                    |                      |                      |
| 2009-2010  | Wild du Minnesota          | LNH        | 3  | 1                | 1                | 0                | 101              | 5                | 2,97             | 85,3             | 0                | 0                | -                | - | -                    | -                    | -                    | -                    | -                    | -                    | -                    |                      |                      |
| 2010-2011  | Kölner Haie                | DEL        | 12 | 2                | 8                | 0                | 722              | 47               | 3,9              | 87,9             | 0                | 0                | -                | - | -                    | -                    | -                    | -                    | -                    | -                    | -                    |                      |                      |
| Totaux LNH | Totaux LNH                 | Totaux LNH | 43 | 18               | 16               | 2                | 1131             | 97               | 2,65             | 91,4             | 0                | 0                | 1                | 0 | 1                    | 59                   | 4                    | 4,06                 | 88,6                 | 0                    | 0                    |                      |                      |

## Trophées et honneurs personnels
- Ligue américaine de hockey
  - 2004 : trophée Dudley-« Red »-Garrett
  - 2004 : trophée Harry-« Hap »-Holmes